# NGC 6899
NGC 6899 este o galaxie situată în constelația Telescopul. A fost descoperită în 24 iulie 1835 de către John Herschel. Se află la o distanță de 80,87 de megaparseci de Pământ.